# Thơ bài luật
Thơ bài luật là một dạng kéo dài của thơ Đường luật ở Trung Quốc, trong đó sự đối ngẫu có trong sáu câu trở lên, cả bài gồm mười câu trở lên, theo tập quán, thường lấy số vần chẵn chục (cả bài hai mươi câu), chẵn hai chục (cả bài bốn mươi câu),… và do đó trên bài thơ thường được chia rõ bằng các chữ thập vận, nhị thập vận,… Cả bài thơ có thể dài tới hàng trăm câu, trừ hai câu đầu và hai câu cuối, các câu ở giữa đều đối nhau. Đây là một loại thơ mang nặng màu sắc phô trương theo nền văn hóa của người Trung Quốc, do Dương Sĩ Khải (1279-1368) dưới thời nhà Nguyên đặt ra.